# Plinkšių miškas
Plinkšių miškas este o arie protejată (arie de protecție specială avifaunistică — SPA) din Lituania întinsă pe o suprafață de 6.042,83 ha, integral pe uscat.

## Localizare
Centrul sitului Plinkšių miškas este situat la coordonatele 56°07′17″N 22°08′03″E / 56.1214°N 22.1342°E.

## Înființare
Situl Plinkšių miškas a fost declarat arie de protecție specială avifaunistică în aprilie 2005 pentru a proteja 23 de specii de animale.

## Biodiversitate
Situată în ecoregiunea boreală, aria protejată nu include niciun habitat protejat.
La baza desemnării sitului se află mai multe specii protejate de  păsări (23): minunița (Aegolius funereus), acvilă țipătoare mică (Aquila pomarina), cocoșul de mesteacăn (Bonasa bonasia), buhai de baltă (Botaurus stellaris), caprimulg (Caprimulgus europaeus), chirighiță neagră (Chlidonias niger), barză neagră (Ciconia nigra), erete de stuf (Circus aeruginosus), erete cenușiu (Circus pygargus), cristeiul de câmp (Crex crex), ciocănitoare cu spate alb (Dendrocopos leucotos), ciocănitoare neagră (Dryocopus martius), muscar (Ficedula parva), cocor (Grus grus), codalb (Haliaeetus albicilla), sfrâncioc roșiatic (Lanius collurio), ciocârlie de pădure (Lullula arborea), vultur pescar (Pandion haliaetus), ciocănitoare de munte (Picoides tridactylus), ciocănitoare verzuie (Picus canus), cresteț cenușiu (Porzana parva), cresteț pestriț (Porzana porzana), cocoșul de mesteacăn (Tetrao tetrix tetrix).